# Coriomeris scabricornis
Coriomeris scabricornis, auch Körnige Randwanze genannt, ist eine Wanze aus der Familie der Randwanzen (Coreidae).

## Merkmale
Die Wanzen erreichen eine Körperlänge von 7,5 bis 9 Millimetern und haben einen grau- bis dunkelbraun gefärbten Körper. Der Rücken des Hinterleibs ist schwarz, das letzte, lehmgelbe Tergit trägt mittig einen schwarzen Streifen. Die Fühler der Tiere sind kräftig, das zweite Glied besitzt nur eine gleichmäßig kurze und schräg stehende Behaarung. Diese Behaarung ist bei der ähnlichen Art Coriomeris denticulatus in ihrer Länge etwas unregelmäßiger. 
Das Pronotum ist knapp hinter der Basis am breitesten und zur Seite hin spitz zulaufend. Der Seitenrand ist mit zur Basis hin feiner werdenden Zähnen besetzt, die ähnliche Art besitzt an dieser Stelle kräftige Dornen. Knapp hinter der Spitze ist basal am Pronotum ein kleiner Dorn erkennbar, dieser Dorn ist anders als bei C. denticulatus leicht nach außen gekrümmt. Die Schenkel (Femora) der mittleren Beinpaare besitzen keine Bezahnung, die der Hinterbeine vor der Spitze einen großen und eine Reihe von kleinen Zähnen; C. denticulatus besitzt neben mehreren kleinen zwei große Zähne.

## Verbreitung und Lebensraum
Die Art ist in Mittel- und Osteuropa verbreitet und breitet sich offenbar nach Westen aus, so wurden die Niederlande erst nach 1987 besiedelt.
Die Tiere kommen auf wärmeexponierten, schütter bewachsenen Ruderalflächen und Trockenrasen vor, wo sie durch ihre Färbung und ihre Oberseitenskulpturierung sehr gut getarnt sind.

## Lebensweise
Die Wanzen ernähren sich durch Anstechen ihrer Wirtspflanzen und Aussaugen des Pflanzensaftes von Hülsenfrüchtlern (Fabaceae). Dazu gehören vor allem die Gattungen Klee (Trifolium), Schneckenklee (Medicago) und Haucheln (Ononis). Die Insekten überwintern in der lockeren Laubstreu von Besenheide (Calluna) und Geißklee (Cytisus). Sie erscheinen ab Ende April und legen ab Mai bis Juli ihre Eier einzeln an und unter ihren Wirtspflanzen ab. Imagines der neuen Generation sind ab Ende Juli oder August zuweilen noch im September zu finden. Die Larven leben fast ausschließlich am Boden. Die erwachsenen Tiere sind bei warmem Wetter sehr flugfreudig und dann häufig in der Krautschicht zu finden.